# Oxyopes pardus
Oxyopes pardus är en spindelart som beskrevs av Brady 1964. Oxyopes pardus ingår i släktet Oxyopes och familjen lospindlar. Inga underarter finns listade i Catalogue of Life.